# Пройдаков Артур
Пройдаков Артур (нар. 17 квітня 1990 року в місті Кадіївка Луганської області) — український учитель, популяризатор української мови та літератури, літературознавець, увійшов до десятки найкращих учителів світової премії Global Teacher Prize 2023.

## Біографія
Артур Пройдаков народився в місті Кадіївка Луганської області. Змалку цікавився українськими мовою та культурою. На це його надихали футбольні коментатори та україномовні музичні гурти. У 2007 році він вступив до Луганського національного університету імені Тараса Шевченка.
2012 рік — завершив магістратуру ЛНУ імені Тараса Шевченка (факультет української філології).
У 2008—2011 роках працював педагогом-організатором, а згодом заступником директора з педагогічної роботи в міжнародному дитячому центрі «Артек».
З 2011 по 2014 рік Пройдаков викладав філологічні дисципліни у Стахановському педагогічному коледжі (Луганська область). У 2014 році виїжджає з рідного міста й починає працювати на Сумщині в місті Ромни.
2014—2015 роки працював заступником директора у Роменській школі № 3, Ромни (Сумська область).
Після цього з 2015 по 2020 рік Артур Пройдаков викладав українську мову та літературу у Роменському ліцеї № 1 імені Петра Івановича Калнишевського.
Щоліта з 2016 по 2019 рік працював заступником директора, а згодом директором у дитячому закладі оздоровлення та відпочинку в Карпатах «Артек-Буковель».
У 2020 році переїжджає до Києва, починає працювати в приватній школі «MIDGARD» (Київ).
У 2021 році став найкращим вчителем року за версією Global Teacher Prize Ukraine, а через два роки, у 2023, став першим українським педагогом, який потрапив у ТОП-10 вчителів світу премії Global Teacher Prize.
Після повномасштабного вторгнення у 2022 організував курси з української мови для переселенців у Коломиї (Івано-Франківська область), проводив уроки в рамках Всеукраїнського розкладу, розповідав у закордонних та українських медіа про агресію Росії й значення вчительської роботи в умовах таких викликів. Автор уроків у Всеукраїнській школі онлайн. Автор вебінарів з підготовки до складання НМТ з української мови в проєкті ILearn.
Переможець грантової програми «Talents for Ukraine» від KSE Foundation, яка допомагає дітям війни та їхнім учителям адаптувати освіту до умов воєнного стану. Зокрема, впоратися із прогалинами дистанційного навчання або його повної відсутності.
З 2023 року Пройдаков працює вчителем у школі «МрійДій Київ», а також є виконавчим директором у благодійному фонді "Освітня фундація «МрійДій».
Крім того, він є одним з експертів безоплатної освітньої онлайн-платформи iLearn від ГС «Освіторія», яка допомагає випускникам готуватися до ЗНО/НМТ і вступати до ВНЗ.
Записав курс «Подкасти з української літератури», веде Telegram-канал «ЗНО українська» та долучає учнів до адміністрування сторінки.
Артур Пройдаков співпрацює як спікер та експерт із різними громадськими організаціями (ГО «Смарт освіта», медіа «НУШ»), зокрема: кетч-ап класи «Тепер я знаю», проєкт «Залишаємось з Україною», аудіоуроки «Вчися вухами».

## Особисте життя
Одружений з 2020 року. Має дружину та сина Марка.